# بيرة ماشان
بيرة ماشان هي قرية في مقاطعة كليبر، إيران. عدد سكان هذه القرية هو 103 في سنة 2006.